# Teleférico de Talcahuano
El Teleférico de Talcahuano es un proyecto de teleférico que se ubicará en la península de Tumbes, Talcahuano, Chile. 
Es el tercer proyecto de teleférico propuesto en el país que formaría parte de un sistema de transporte público, luego del Teleférico Bicentenario (en construcción) y el Teleférico Iquique-Alto Hospicio (en licitación).

## Historia

### Antecedentes y estudios (2018-2024)
En agosto de 2018, el alcalde de Talcahuano, Henry Campos, señaló que el Programa de Vialidad y Transporte Urbano SECTRA presentó un proyecto de teleférico para los cerros de Talcahuano, el cual estaría en estudios de prefactibilidad.
En mayo de 2019, el Ministerio de Transportes y Telecomunicaciones confirmó estar trabajando en el proyecto de un teleférico para la comuna puerto que conecte desde el Cerro Centinela hasta la estación Mercado del Biotren, beneficiando a más de 35 mil habitantes que viven a lo largo del trazado, disminuyendo en un 25% los tiempos de trayectos de las personas entre los cerros de Talcahuano y el centro de la comuna.  En ese entonces, el proyecto costaría alrededor de 30.000 millones de pesos chilenos. Finalmente, se indicó que estaba en etapa de prefactibilidad, el cual costaría cerca de $500 millones de dólares. El 2 de julio de 2019 se mostró ante el Consejo Regional del Biobío, las bases generales del proyecto, junto con el trazado preliminar, estableciendo cinco estaciones ubicadas en Cerro Centinela, barrio Nueva Los Lobos, Cerro Las Antenas, Cerro Cornou y Mercado, combinando con el Biotren en la estación homónima.
En julio de 2020, se anunció la primera licitación del estudio de prefactibilidad para el proyecto de teleférico en Talcahuano, proceso licitatorio que culminó en noviembre del mismo año. Sin embargo, en enero de 2021, el Ministerio de Transportes revocó la licitación producto de que para la fecha aún existían restricciones de movilidad producto de la pandemia del Covid-19, lo que impedía realizar estudios reales sobre la movilidad de las personas.

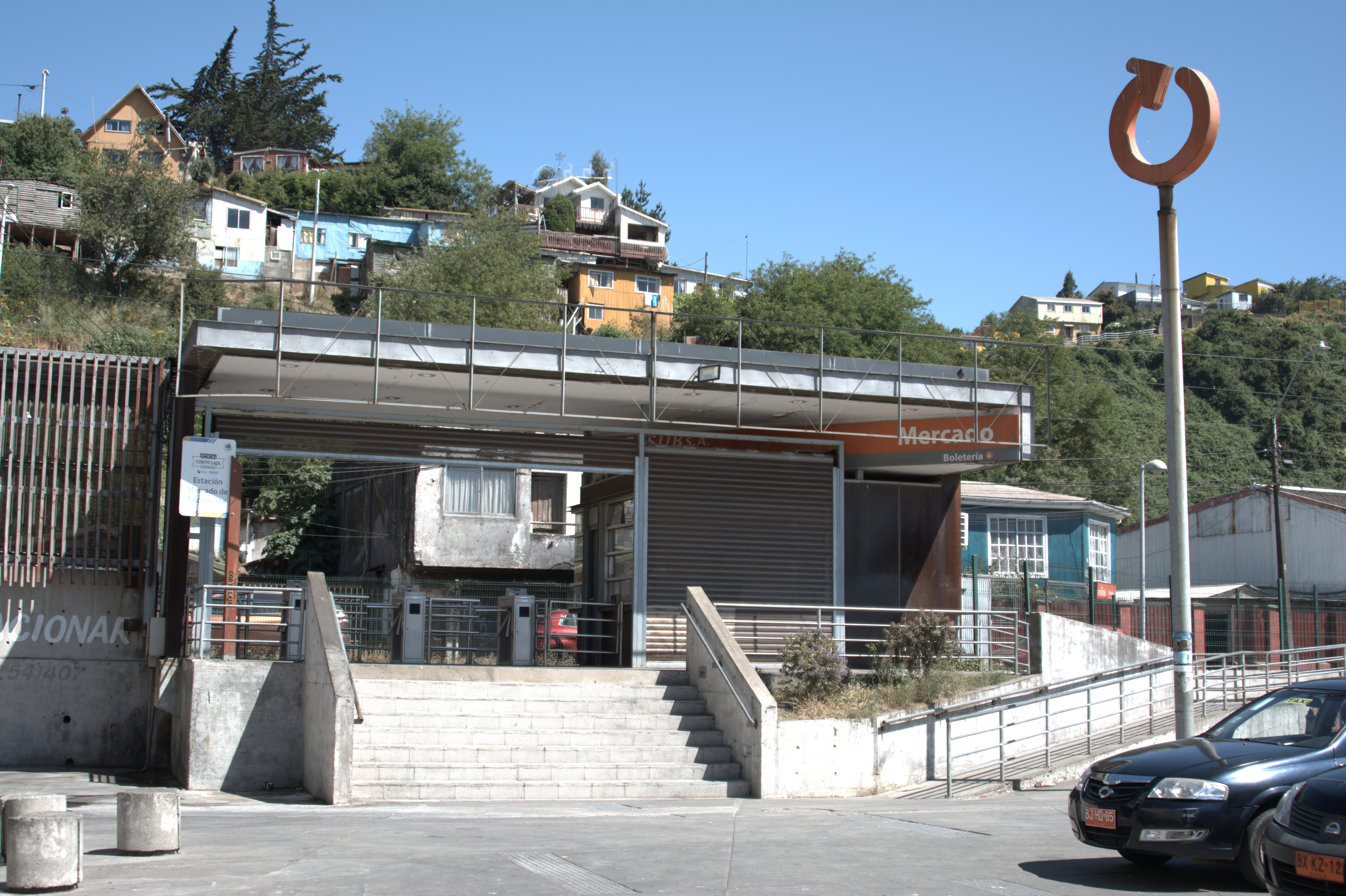
Estación Mercado de la línea 1 del Biotren, en la comuna de Talcahuano (2019). El proyecto de Teleférico tendrá integración con dicha estación.

Un segundo llamado a licitación del estudio de prefactibilidad ocurrió en octubre de 2021, proceso que nuevamente fue suspendido.
En agosto de 2022, la Municipalidad de Talcahuano confirmó que, al momento, sostenían una mesa de trabajo trimestral con el Ministerio de Transportes para avanzar en el proyecto.
En mayo de 2023, el alcalde de Talcahuano confirmó que se comenzaría a realizar un nuevo estudio por parte del Ministerio de Transportes. Días después, el Diario Concepción informó la empresa a cargo sería Solutiva Consultores Limitada e Inversiones y Asesorías V&R Limitada, en una unión temporal de proveedores, los cuales tendrían un plazo máximo de 260 días para el estudio. Finalmente, el 18 de julio de 2023, desde el cerro Centinela, el subsecretario de Transportes Jorge Daza, junto a la Delegada Presidencial Regional del Biobío, Daniela Dresdner, y el alcalde de Talcahuano, Henry Campos, anunciaron el inicio del estudio de prefactibilidad para el proyecto de teleférico de Talcahuano. En la misma oportunidad, indicaron que, luego del estudio y considerando su alto costo, se tomaría una decisión si su licitación sería mediante concesiones del Ministerio de Obras Públicas, o a través de la filial local de la Empresa de los Ferrocarriles del Estado, EFE Sur.
En agosto de 2023, el Comité Asesor Ministerial del plan Más Movilidad (organismo creado para realizar inversiones con el fin de resolver los graves problemas de movilidad en el Gran Concepción) revisó el proyecto de teleférico para Talcahuano.

### Proyecto definitivo y licitación (2024-presente)
El 22 de noviembre de 2024, la Subsecretaría de Transportes anunció el proyecto definitivo del teleférico, consistente en dos líneas con una extensión total de 4,2 km y 7 estaciones. La línea 1 tendría 5 estaciones, mientras la línea 2 contaría con dos, siendo la estación «Las Antenas» punto de combinación. Asimismo, el servicio contaría con 204 cabinas para transportar 10 pasajeros cada una.
En enero de 2025, el ministro de Transportes y Telecomunicaciones, Juan Carlos Muñoz, confirmó que el proyecto se realizará a través del sistema de concesiones del MOP, proceso que comenzaría en el último trimestre de 2025, con una inversión de 130 mil millones de pesos chilenos.